# Andradas
Andradas – miasto i gmina w Brazylii, w stanie Minas Gerais. Znajduje się w mikroregionie Pozos de Caldas. W 2009 roku liczyło 36 633 mieszkańców.